# Haraze Al Biar
Le Haraze Al Biar est un des 3 départements composant la région du Hadjer-Lamis au Tchad. Son chef-lieu est Massaguet.

## Subdivisions
Le département de Haraze Al Biar est divisé en 3 sous-préfectures :
- Massaguet
- Mani
- N'Djamena Fara

Elle est peuplée principalement par les kotoko, arabes, kanembou

## Administration
Préfets de Haraze Al Biar (depuis 2002)
- 9 octobre 2008 : Mme Haoua Gamane[1]
- 2 février 2010 : Dout Souleimane